# Hohberg (Oberzent)
Hohberg ist ein Weiler rund ein Kilometer nordnordwestlich von Kailbach.

## Geographie
Hohberg liegt in einer Höhe von ca. 485 m nahe dem gleichnamigen Gipfel (493 m) zwischen Hain- und Ittertal, unweit deren Vereinigung. Das 250 m tiefer gelegene Kailbach ist etwa einen Kilometer in südsüdöstlicher Richtung entfernt.  

## Geschichte
Schon im 17. Jahrhundert existierte an Stelle der heutigen Ortslage ein erbach-fürstenauisches Hofgut auf eigener Rodungsinsel, das Forsthaus Hohberg. Im Jahr 1650 lag der Ort wüst.
Im Jahr 1806 kam der Ort im Zuge der Mediatisierung unter die Herrschaft des Großherzogtum Hessens. Dort gehörte er als eigene Gemarkung zusammen mit dem „diesseitigen“, westlich der Itter gelegenen Teil von Kailbach zur Bürgermeisterei Schöllenbach. Um das Jahr 1829 hatte Hohberg 68 Einwohner, die sich auf 6 Häuser verteilten. Bis auf acht katholische Einwohner war der Ort lutherisch.
Ab dem 1. Oktober 1971 gehörte Hohberg zur neugegründeten Gemeinde Hesseneck, zu der sich die Gemeinde Schöllenbach mit Kailbach und Hesselbach zusammenschlossen. Zum 1. Januar 2018 erfolgte abermals ein Zusammenschluss von Hesseneck mit drei anderen Gemeinden zur Stadt Oberzent, der Hohberg seitdem als Weiler angehört.

## Kultur und Sehenswürdigkeiten
Im Weiler liegt das denkmalgeschützte Forsthaus Hohberg.

## Wirtschaft und Infrastruktur
Der Nachbarort Kailbach mit dem in beide Richtungen zweistündlich bedienten Haltepunkt Oberzent-Kailbach an der Odenwaldbahn zwischen Eberbach und Frankfurt am Main ist über eine etwa 5 km lange Straßenverbindung erreichbar.